# Любенец
Лю̀бенец е село в Югоизточна България, община Нова Загора, област Сливен.

## География
Село Любенец се намира на около 29 km югозападно от областния център град Сливен, около 14 km юг-югозападно от общинския център град Нова Загора и около 26 km изток-югоизточно от град Стара Загора. Разположено е върху равнинен терен в източната част на Горнотракийската низина, в долината на река Блатница, край десния (западния) бряг на реката. Надморската височина в центъра при сградата на кметството е около 122 m.
Климатът е преходно-континентален; почвите в землището на селото са преобладаващо смолници и засолени наносни.
Любенец има връзка чрез кратък общински път на юг със съседното село Любенова махала, разположено отвъд река Блатница, и с минаващия през него третокласен републикански път III-554, който на север води през селата Богданово и Дядово и връзка на две нива с автомагистрала Тракия към град Нова Загора, а на юг през градовете Раднево, Гълъбово и Симеоновград към връзка с автомагистрала Марица. Любенец има чрез общински път на изток и втора връзка с републиканския път III-554.
Източно от Любенец минава железопътната линия Симеоновград – Нова Загора, на която има в западния край на Любенова махала спирка, обслужваща и двете села.
Землището на село Любенец граничи със землищата на: село Загорци на север; село Богданово на североизток; село Любенова махала на изток и юг; село Даскал-Атанасово на югозапад; село Бенковски на запад; село Събрано на северозапад.
На протичащия през Любенец в посока север – юг малък десен приток (Селска река, Нашенска река) на река Блатница има северно от селото рибарник (поземлен имот с кадастрален идентификатор 44505.5.132 – по данни към 2023 г.).
Населението на село Любенец, наброявало 1285 души при преброяването към 1934 г. и 1348 към 1946 г., намалява до 286 (по служебен документ на НСИ от 2022-12-31) към 2022 г.
При преброяването на населението към 1 февруари 2011 г., от обща численост 465 лица, за 431 лица е посочена принадлежност към „българска“ етническа група, за 23 – към „турска“, за 8 – към „ромска“ и за 2 – „не отговорили“, а за „други“ и „не се самоопределят“ не са посочени данни.

## История
След Руско-турската война (1877 – 1878 г.) по Берлинския договор 1878 г. селото – тогава с име Старо Гюнелии – остава в Източна Румелия; присъединено е към България след Съединението 1885 г. Село Старо Гюнелии е преименувано на Любенец през 1906 г.
Училището в село Старо Гюнелии (Любенец) съществува – според предание, от 1860 г. като килийно училище. Учениците, малко на брой момчета, се обучават от един учител в частна къща. През 1882 г. е построена първата училищна сграда с две класни стаи и канцелария за учителите, която служи и за съхраняване на помагалата. Липсва документално потвърждение за съществуване на училище преди 1882 г. От основаването му през 1882 г. до 1905 г. училището се нарича Старо Гюнелийско основно народно училище. До 1922 г. училището е първоначално. През учебната 1922/1923 г. е открит първи прогимназиален клас, който се запазва до 1925 г. През 1932/1933 г. е открит отново първи прогимназиален клас, а през следващата 1933/1934 г. и II прогимназиален клас. През 1938/1939г. е открит и III прогимназиален клас, с което училището става действително основно. През 1932 г. е построена нова училищна сграда и от учебната 1932/1933 г. учебните занятия се провеждат в нея. Училището носи наименованието Народно основно училище от 1905 г., от 1938 г. се нарича Народно основно училище „Княз Симеон Търновски“, а от 1945 г. – Народно основно училище „Христо Ботев“.
Църквата „Свети Иван Рилски“ в Старо Гюнелии (Любенец) е построена през 1894 г. в центъра на селото.
Читалище „Пробуда“ е основано на 24 ноември 1929 г. по инициатива на Ненко Чернев, главен учител и Йордан Петров Ганев, обущар, от около 40 членове-основатели. На близката Коледа част от основателите на читалището чрез коледуване събират около 500 лева, с които закупуват около 40 книги и така се поставя началото на библиотеката при читалището. През 1930 г. читалището е оземлено с 3 ha земя, която отдава под наем. Една част от средствата от наема, от членския внос и от средства от дарения се заделя за библиотеката, а с останалата част се поставя началото на фонд „Постройка на читалищен дом“. Читалищният дом е построен през 1963 г., а до тогава читалището се помещава в една от стаите на училищния театрален салон на новопостроеното училище. През 1932 г. читалището започва театрална самодейност. Първата представена пиеса – на 1 октомври 1932 г. – е „Наймичка“ („наемна прислужница“ на украински език), драма от украинския писател Иван Карпенко-Карий. Театралната дейност продължава до 1969 г., като са представени над 80 пиеси в селото и в други населени места. Значителна е хоровата самодейност, която започва през 1951 г. След 1995 г. основна дейност на читалището е хоровата самодейност и честванията на бележити дати и традиционни празници.
Кредитна кооперация „Надежда“ е основана през 1928 г.; според началните дати на архивната ѝ документация действа от 1934 г. Кооперацията е отпускала заеми на своите членове, организирала е продажба на стоки и изкупуване на селскостопански произведения. След 9 септември 1944 г. тя разширява дейността си – насочва усилия в търговската дейност, като открива магазини за хранителни и промишлени стоки и заведения за обществено хранене, изкупува селскостопански произведения и доставя на населението необходимите стоки от първа необходимост. Кооперацията прекратява своята дейност на 1 февруари 1960 г., като цялото ѝ имущество, активи и пасиви преминават към Потребителна кооперация „Защита“ – село Любенова махала.

## Обществени институции
Село Любенец към 2023 г. е център на кметство Любенец.
В село Любенец към 2023 г. има:
- действащо читалище „Пробуда – 1929“;[15][16]
- православна църква „Свети Иван Рилски“;[17]
- Целодневна детска градина;[18]
- пощенска станция.[19]

## Природни и културни забележителности
В землището на село Любенец има тракийски могили (например държавните поземлени имоти с кадастрални идентификатори 44505.18.87 и 44505.14.246 с начин на трайно ползване „За археологически паметник на културата“), разкрити са гробни съоръжения с погребален инвентар.

## Редовни събития
Ежегодният събор на селото е на 1 ноември.